# Structură de tensiune

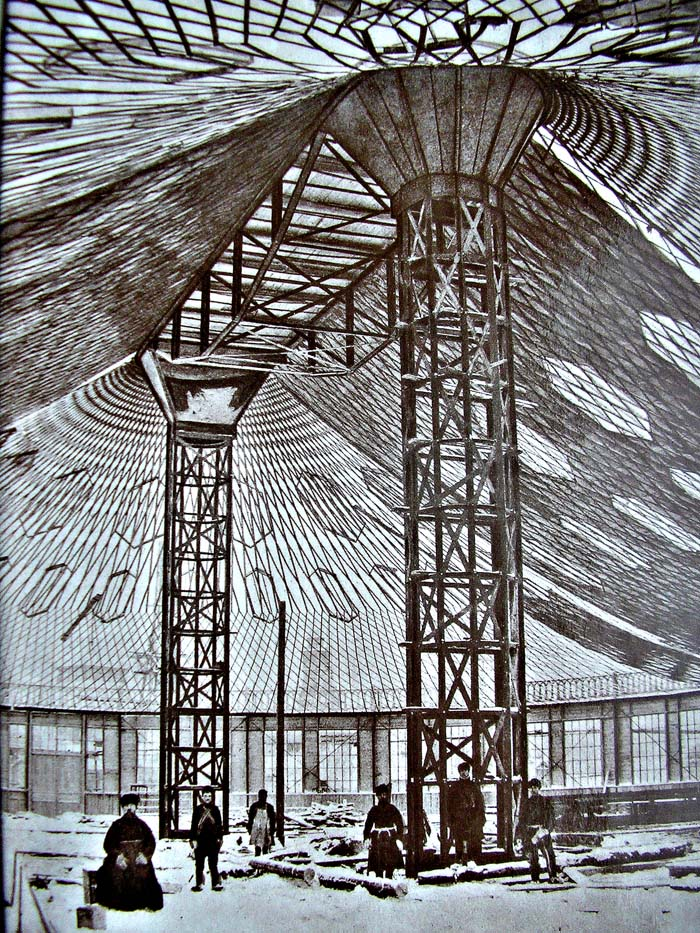
Prima construcţie din lume utilizând tehnologia structurilor subţiri din oțel a fost cea a inginerului rus Vladimir Șuhov, fotografiată aici în timpul construirii sale, Nijni Novgorod, 1896.

O structură de tensiune, denumită uneori tenso-structură, este o construcție care implică folosirea unor elemente în care forțele se manifestă sub formă de tensionară și nu sub formă de forțe de compresie sau îndoire. Noțiunea este diferită de tensegritate, care este o formă structurală având atât elemente de tensiune cât și de compresie echilibrate.
Multe din structurile de tensiune sunt susținute de anumite forme de compresie și îndoire, inele  sau bare, așa cum sunt catargele din structura londoneză cunoscută ca  The O2, numită anterior Millennium Dome. 
Structurile de tensiune de tip membrană sunt adesea utilizate ca acoperișuri întrucât pot să acopere cu ușurință suprafețe mari, fiind simultan economice și estetice.